# Il dono (programma televisivo)
Il dono è stato un programma televisivo italiano di genere people show, andato in onda in prima serata su Rai 1 tra il 2015 e il 2016. La trasmissione, condotta da Paola Perego e Marco Liorni, ha debuttato la sera del 19 dicembre 2015. Ne erano già previste quattro puntate, l'ultima delle quali è stata rinviata a causa dei bassi ascolti registrati dal programma, venendo trasmessa solo il 20 agosto 2016, ad oltre sette mesi dalla precedente. 

## Il programma
Il programma, basato sul format inglese The Gift, si proponeva come mezzo per aiutare le persone a ringraziare oppure chiedere scusa a qualcun altro. Le persone protagoniste delle storie consegnavano ai parenti o alla persona che cercavano, un dono che in qualche modo le potesse ricollegare a loro. In alcuni casi il dono era accompagnato da una lettera o da un biglietto.
Ogni puntata aveva per protagoniste quattro storie distinte, strutturate secondo un'unica modalità:
- Presentazione del primo protagonista, di cui si racconta la storia personale e familiare, e i motivi che lo spingono a voler chiedere grazie o scusa ad un'altra persona.
- Avvio delle ricerche della persona in questione, con il conduttore impegnato in giro per l'Italia e per il mondo.
- Incontro e conoscenza del conduttore con la persona indicata dal protagonista.
- Incontro finale tra il protagonista e la persona che accetta il "dono".

## Ascolti
| Puntata | Messa in onda    | Telespettatori | Share  |
| ------- | ---------------- | -------------- | ------ |
| 1       | 19 dicembre 2015 | 3 300 000      | 15,75% |
| 2       | 26 dicembre 2015 | 2 504 000      | 11,48% |
| 3       | 2 gennaio 2016   | 2 712 000      | 11,94% |
| 4       | 20 agosto 2016   | 1 198 000      | 7,55%  |